# Jacques Lalié
Jacques Zanehno Lalié est un homme politique français et indépendantiste kanak, président fondateur depuis 2004 d'Unir et construire dans le renouveau (UC Renouveau), né le 6 décembre 1954 à Wé sur l'île de Lifou dans l'archipel des Loyauté (Nouvelle-Calédonie). Il est président de l'Assemblée de la Province des îles Loyauté du 17 mai 2019 jusqu'à sa condamnation à deux d'inéligibilité avec exécution provisoire le 26 novembre 2024.

## Attitude controversée

### État d'ivresse
Le 28 septembre 2023 dans la matinée, en sortant d'une réunion, Jacques Lalié, au volant de sa voiture, ne s'arrête pas au feu rouge et percute un piéton. Le piéton est légèrement blessé à la jambe gauche dans l'accident, et directement conduit à l'hôpital.
Le 5 février 2024, Jaques Lalié est finalement condamné à quatre mois de prison avec sursis, et trois mois de suspension de permis de conduire. Il est reconnu coupable par le tribunal de Nouméa de blessures involontaires, aggravé par un état alcoolique de 0,30 mg par litre d’air expiré.

### Garde à vue
Le 31 mai 2024, le président de la province des îles a été mis en garde à vue au commissariat central de Nouméa.
Il lui serait reproché d’avoir tenté de forcer un contrôle de police dans le quartier de Rivière-Salé, durant une opération de maintien de l’ordre. Il est soupçonné du délit de menaces et intimidations envers les forces de l’ordre, ainsi que de violences volontaires avec arme par destination (le véhicule), ainsi que de refus d’obtempérer.
Pour rappel, Jacques Lalié était sous le coup d’une suspension de son permis de conduire.

## Biographie

### Origines familiales
Jacques Lalié est le fils d'un employé municipal de Lifou et d'une mère au foyer.

### Un militant indépendantiste de la première heure
Dès 1969, il participe à la création du Mouvement des lycéens kanak avec notamment le futur journaliste Wallès Kotra. Durant ses études en France métropolitaine en économie et sciences politiques, il fréquente les milieux activistes identitaires kanaks héritiers des idées de Mai 68 : l'Association des Kanak en France et les « Foulards rouges » créés en 1969 par Nidoïsh Naisseline. De retour en Nouvelle-Calédonie en 1974, il participe l'année suivante à la création de l'un des premiers partis ouvertement indépendantistes de l'archipel, le Parti de libération kanak (Palika), d'inspiration marxiste-léniniste, composé de la réunion des « Foulards rouges » et du « Groupe 1878 » d'Élie Poigoune. Il est en son sein un fidèle de Nidoïsh Naisseline et du courant progressiste qu'il incarne, dite « tendance d'Amoa ». Le Palika rejoint en 1979 la coalition nationaliste kanak dite du « Front indépendantiste » menée par l'écrivain et ancien prêtre Jean-Marie Tjibaou, et comprenant également l'Union calédonienne (UC) de Tjibaou et du député Rock Pidjot, l'Union progressiste en Mélanésie (UPM) d'André Gopoea et le Parti socialiste calédonien (PSC) de Jacques Violette.

### Un partisan de la négociation durant les Évènements

#### Cadre du LKS
Jacques Lalié participe le 8 avril 1981 à la formation du mouvement Libération kanak socialiste (LKS), de tendance indépendantiste modérée et socialiste démocratique sous la direction du grand-chef de Guahma (Maré) Nidoïsh Naisseline. Ce dernier et ses partisans de la tendance d'Amoa reprochent alors au Palika sa ligne trop radicale et révolutionnaire et son refus de soutenir un candidat aux élections nationales (présidentielle, lors de laquelle Nidoïsh Naisseline et le LKS appellent à voter pour le communiste Georges Marchais, et les législatives auxquelles Nidoïsh Naisseline se présente dans la 1re circonscription). Le LKS devient alors une composante du FI à la place du Palika. À la faveur d'un renversement d'alliance à l'Assemblée territoriale qui voit les centristes autonomistes de la Fédération pour une nouvelle société calédonienne (FNSC) se désolidariser des anti-indépendantistes du Rassemblement pour la Calédonie dans la République (RPCR) au profit du FI, Jean-Marie Tjibaou devient le nouveau vice-président (et donc chef politique) du Conseil de gouvernement du 18 juin 1982 au 6 septembre 1984, et Henri Bailly est élu pour représenter le LKS au sein de cet exécutif local, chargé de l'Économie, du Développement industriel et de la Pêche, ainsi que des Relations avec le FADIL, l'ORSTOM, Enercal, la SICNC et la Caisse de crédit agricole mutuel de la Nouvelle-Calédonie (CCAM-NC). Jacques Lalié devient alors un des attachés au cabinet de ce dernier.
Mais lorsque les trois autres composantes du FI décident, avec le Palika et l'Union syndicale des travailleurs kanaks et exploités (USTKE), de passer à une stratégie de lutte pour obtenir l'accession à la pleine souveraineté en boycottant les élections territoriales du 18 novembre 1984 et en créant le Front de libération nationale kanak et socialiste (FLNKS), le LKS désapprouve et maintient sa ligne légaliste. Jacques Lalié est alors élu à l'Assemblée territoriale en troisième position sur la liste menée par Nidoïsh Naisseline dans la circonscription des Îles Loyauté. Il est de nouveau candidat, toujours 3e du LKS aux Îles (devenue l'une des quatre régions du Territoire prévues par le nouveau statut Fabius-Pisani) derrière Nidoïsh Naisseline et Macate Wénéhoua lors des élections régionales du 29 septembre 1985, mais il n'est pas élu cette fois puisque sa formation n'obtient que 1 867 voix, 19,83 % des suffrages exprimés et un seul élu.
Lors des élections législatives du 16 mars 1986, il est candidat sur la liste « Union des indépendantistes », aux côtés d'un autre modéré qui a quitté l'UC au moment de la création du FLNKS et du choix de la stratégie du boycott actif en 1984, Gabriel Païta. Alors que le FLNKS ne participe pas à ce scrutin, la participation se réduisant à 50,4 % des inscrits, cette liste n'obtient que 8,9 % des suffrages exprimés tandis que le RPCR rafle les deux sièges à pourvoir (Jacques Lafleur et Maurice Nénou) avec 88,5 % des voix.

#### Un des fondateurs de l'UPCI
Il forme peu à peu au sein du parti, avec le maire de Poindimié Francis Poadouy ou Henri Bailly, la tendance dite de Païta qui demande un maintien permanent des discussions avec les anti-indépendantistes du RPCR du député Jacques Lafleur et avec le gouvernement national de droite de Jacques Chirac (en juillet 1987, il se rend notamment à Paris avec Francis Poadouy pour rencontrer le ministre de l'Outre-mer Bernard Pons et le président de la République François Mitterrand). Le 14 octobre 1987, il est exclu du LKS, comme Henri Bailly, pour s'être opposé à la décision de la direction du parti d'appeler à l'abstention au référendum d'autodétermination du 13 septembre précédent. Il participe à la création en avril 1988 du mouvement « Union pour construire l'indépendance » (UPCI), avec les autres membres issus de la tendance Païta du LKS, qui décide de maintenir des candidatures dans les Régions Est et Ouest aux élections du 24 avril 1988, malgré le boycott de Nidoïsh Naisseline.
L'année suivante, lors des premières élections provinciales du 11 juin 1989, Jacques Lalié mène aux Îles Loyauté une liste conjointe avec certains militants du Front uni de libération kanak (FULK, parti indépendantiste radical mis en retrait du FLNKS à la suite de son opposition aux accords de Matignon-Oudinot), dont Ernest Üne, baptisée « Front uni pour construire l'indépendance ». Il obtient le quatrième et avant-dernier score, avec seulement 157 voix pour 1,85 % des suffrages exprimés et aucun siège.

### Lieutenant de Robert Xowie et rival de Néko Hnepeune à l'UC
Il adhère à l'UC, et donc également au FLNKS, en 1993, et devient un proche de Robert Xowie, maire de Lifou à partir de 1995. Aux élections provinciales du 9 mai 1999, il est le 8e candidat sur la liste « FLNKS » (en réalité de tendance UC) menée par Robert Xowie dans les Îles Loyauté. Celle-ci arrive en tête et obtient 3 780 votes, 30,38 % des suffrages exprimés et 6 élus sur 14 à l'Assemblée provinciale (dont 3 des 7 également membres du Congrès).
Jacques Lalié n'est donc pas élu, mais il devient le directeur de cabinet du nouveau président de l'Assemblée de la Province des îles Loyauté, Robert Xowie, du 4 juin 1999 au 1er août 2002, puis chargé de mission au secrétariat général de cette même institution du 1er août 2002 au 9 mai 2004. À la suite de l'annulation du scrutin de 1999 par le Conseil d'État aux Îles, Jacques Lalié est à nouveau candidat du FLNKS tendance UC de Xowie lors d'une élection partielle organisée le 25 juin 2000, cette fois-ci en neuvième position. La majorité sortante garde le même nombre d'élus mais est devancé en nombre de suffrages par la liste « Un nouveau défi pour les îles » qui unit derrière Nidoïsh Naisseline le LKS, le petit parti modéré de la Fédération des comités de coordination indépendantistes (FCCI) de Cono Hamu et les anti-indépendantistes du RPCR du sénateur Simon Loueckhote. Le FLNKS garde 6 élus sur 14, et réunit 4 187 voix (37,29 %). Jacques Lalié n'est toujours pas élu, mais reste directeur de cabinet.
Il apparaît alors comme un fidèle de la direction en place depuis 1999 à la tête de l'UC et incarnée par son président Rock Wamytan, par ailleurs président unitaire du FLNKS depuis 1995. Celui-ci, favorable au maintien d'une coopération étroite entre toutes les composantes du Front (et notamment l'Union nationale pour l'indépendance, ou UNI, formée autour du Palika de Paul Néaoutyine) et de bonnes relations avec le RPCR à la suite de la signature de l'accord de Nouméa, doit faire face à une fronde à l'intérieur du parti menée par son rival et prédécesseur Bernard Lepeu et par une jeune garde de « rénovateurs » baptisée le « G7 », incarnée dans les Îles Loyauté par Néko Hnepeune. Lors des élections municipales de mars 2001 à Lifou, ce dernier obtient l'investiture de l'UC et le soutien du maire sortant et président de province Robert Xowie, présent à titre symbolique en dernière position. Jacques Lalié décide alors de monter une liste dissidente baptisée « UC (Union communale) Renouveau », avec d'autres figures pro-Wamytan (comme Yvonne Hnada, ancienne membre du conseil de gouvernement de Jean-Marie Tjibaou sous les couleurs du PSC de 1982 à 1984, en 5e place) et en l'ouvrant à des non-indépendantistes (dont surtout Bernard Ukeiwé, membre du parti anti-Lafleur « Alliance » et fils de l'ancien sénateur RPCR Dick Ukeiwé). Battu, il fait fusionner sa liste (sans se maintenir lui-même) avec celle de Néko Hnepeune, qui obtient finalement la mairie au deuxième tour. Le 4 novembre 2001, Rock Wamytan doit abandonner la présidence de l'UC pour être remplacé par l'un des membres du « G7 », Pascal Naouna, tandis que Néko Hnepeune devient le 1er vice-président du parti.
Lorsque, pour les élections provinciales du 9 mai 2004, c'est Néko Hnepeune qui emporte une nouvelle fois l'investiture de l'UC et que Jacques Lalié n'obtient pas de place éligible, il décide de monter sa propre liste qui reprend le sigle de 2001, « UC Renouveau ».

### Dirigeant de l'UC Renouveau

#### Parcours
Le parti « Unir et construire dans le renouveau » (« UC Renouveau » ou « UC-R ») est fondé par Jacques Lalié et d'autres dissidents de l'Union calédonienne aux Îles Loyauté en vue des élections provinciales du 9 mai 2004.
Il mène une campagne populiste, estimant que les populations et militants loyaltiens ont été trahis « par leurs appareils politiques qui, comme l’institution provinciale, se sont bureaucratisés et fonctionnarisés dans une espèce de dirigisme somnolent et climatisé » et mettant l'accent sur le règlement de la dette provinciale (qui s'élève à 1,5 milliard de Francs CFP et a nécessité la mise sous tutelle de la collectivité par l'État pour le budget 2004, une situation qui a gravement discrédité Robert Xowie au point de le forcer à renoncer à briguer un nouveau mandat) notamment en partenariat avec l'État et la Nouvelle-Calédonie. Cette liste comprend donc des dissidents de l'UC, dont, outre Jacques Lalié, François Athale, 10e en 1999, 12e en 2000 et 5e en 2004, mais également des autorités coutumières comme le chef de la tribu de Rô, dans le district de Guahma sur Maré, Daniel Hnassil, en 3e position. La deuxième place est donnée à Patricia Dianou, sœur aînée d'Alphonse Dianou, un des militants indépendantistes qui ont participé à la prise d'otages d'Ouvéa en 1988. Il obtient alors un score relativement important (le cinquième sur huit listes en présence, venant derrière l'UC de Néko Hnepeune qui retombe toutefois à 22,54 % et 4 sièges, le Rassemblement-UMP, nouveau nom du RPCR, de Simon Loueckhote, l'UNI du maire Palika d'Ouvéa Boniface Ounou et le LKS de Nidoïsh Naisseline, mais devant la FCCI alliée au FULK de Cono Hamu), avec 1 587 voix (11,18 %) et 2 élus à l'Assemblée provinciale. Parmi eux, Jacques Lalié est le seul à siéger également au sein de l'assemblée délibérante néo-calédonienne, le Congrès.
Conséquence de sa candidature dissidente, le comité directeur de l'UC décide de l'exclure du parti le 22 juin 2004. Estimant cette décision illégale et invalide, puisque selon lui le comité directeur du mouvement en mars 2004 n'avait donné son aval à aucune des deux listes, il annonce sa volonté de se pourvoir en justice dans une conférence commune avec Rock Wamytan, exclu pour les mêmes raisons (il avait mené une liste dissidente dans le Sud), le 1er juillet 2004. Il transforme alors sa liste en parti politique, Unir et construire dans le renouveau (UC-R ou UC Renouveau). À l'Assemblée de la Province des îles Loyauté, il siège dans l'opposition à la majorité UC-Palika-LKS-FCCI de Néko Hnepeune, il a néanmoins voté tous les budgets primitifs présentés par ce dernier au cours de la mandature et qui ont permis d'apurer les comptes.
Au Congrès, il siège au sein du groupe UNI-FLNKS présidé par Jean-Pierre Djaïwé (par ailleurs 1er vice-président de l'Assemblée de la Province Nord et principal lieutenant de Paul Néaoutyine), aux côtés des conseillers du Palika et du Rassemblement démocratique océanien (RDO, mouvement indépendantiste de la communauté polynésienne). Fort de 9 membres, il s'agit au cours de cette mandature de la principale force indépendantiste au sein de cette assemblée. Il est candidat en 5e place les 10 puis 24 juin 2004 sur les listes présentées par ce groupe politique et menées par Déwé Gorodey pour l'élection de deux gouvernements successifs (tous deux présidés par la non-indépendantiste Marie-Noëlle Thémereau de l'Avenir ensemble et vice-présidés par Déwé Gorodey, le second dure jusqu'en 2007), puis en 9e position les 6 et 21 août 2007 sur les listes d'union du FLNKS (UNI et UC) pour la désignation des deux exécutifs suivants (désormais dirigés par Harold Martin, lui aussi de l'Avenir ensemble, et toujours vice-présidés par Déwé Gorodey, le second dure jusqu'à la fin de la mandature en 2009).
Il est membre de la commission permanente du Congrès du 27 juillet 2004 au 10 mai 2009, président de la commission intérieure de la Législation et de la Règlementation économiques et fiscales du 27 juillet 2004 au 22 août 2007 puis de celle de la Santé et de la Protection sociale du 22 août 2007 au 10 mai 2009 (il en a été le vice-président de 2004 à 2007) ainsi que rapporteur de celle de l'Organisation des Transports et de la Communication du 27 juillet 2004 au 27 juillet 2005.
Aux élections municipales des 9 et 16 mars 2008, il mène de nouveau une liste « Unir et construire dans le renouveau » à Lifou, obtenant 18,8 % des suffrages au 1er tour (2e position derrière la liste FLNKS du maire sortant Néko Hnepeune et à quasi égalité avec celle du Parti travailliste de Louis Kotra Uregei) puis 23,1 % des voix au 2e tour (3e et dernière place des listes qui se sont maintenus, derrière le FLNKS et le Parti travailliste) et 4 sièges sur 33.
Puis, pour les élections provinciales du 10 mai 2009, il s'allie avec le Palika et le Front pour le développement des îles Loyauté (FDIL) de Cono Hamu en une liste commune UNI pour fournir une alternative crédible à l'UC de Néko Hnepeune. De plus, Danielle Guanéré, désignée pour mener le Palika lors de ces élections dans les Îles Loyauté, décide de laisser la tête de la liste à Jacques Lalié, contre l'avis du lieutenant de Paul Néaoutyine dans cette province, Charles Washetine. Ils obtiennent le deuxième meilleur score, avec 3 531 voix, 24,66 % des suffrages, mais seulement 4 élus sur 14 (dont 2 Palika, 1 UC Renouveau, à savoir Jacques Lalié, et 1 FDIL en la personne de Cono Hamu, soit deux de moins que le total des sièges que ces différents partis avaient obtenu en faisant campagne chacun de leur côté en 2004), sans réussir à enlever la province à l'UC de Néko Hnepeune qui renforce de plus sa majorité (33,71 % et 6 élus). Il la complète uniquement avec les deux conseillers du LKS, reléguant une nouvelle fois Jacques Lalié, mais cette fois-ci également le Palika et le FDIL, dans l'opposition provinciale. Toujours membre du Congrès, Jacques Lalié rejoint à nouveau le groupe UNI réduit à 8 membres et désormais devancé par le groupe FLNKS de tendance UC. Il retrouve du 8 juin au 16 octobre 2009 puis à partir du 13 juillet 2010 la présidence de la commission intérieure de la Santé et de la Protection sociale, tout en étant rapporteur de celle de l'Organisation administrative et de la Fonction publique à partir du 13 juillet 2010 et de celle de l'Organisation des Transports et de la Communication à compter du 19 août 2011. Il est également en deuxième place sur la liste présentée par le groupe UNI, et toujours menée par Déwé Gorodey, lors de l'élection du gouvernement du 5 juin 2009 (présidé par le non-indépendantiste Philippe Gomès de Calédonie ensemble et vice-présidé par Pierre Ngaiohni de l'UC, il dure jusqu'au 3 mars 2011), mais n'est toujours pas élu au sein de l'exécutif local.
Le scrutin du 10 mai étant annulé dans les Îles par décision du Conseil d'État le 16 octobre 2009, il doit, comme les autres conseillers provinciaux loyaltiens, remettre en jeu son siège lors d'une partielle organisée le 6 décembre 2009. Il n'obtient pas cette fois le soutien de la direction provinciale du Palika qui décide cette fois de partir seul sous la conduite de Charles Washetine. Jacques Lalié maintient toutefois son alliance avec le FDIL pour former la liste « Union pour le Renouveau » (UNR) dont il prend la première place avec le soutien de la section Palika d'Ouvéa. Il donne la deuxième place à une militante du parti de Charles Washetine et Paul Néaoutyine, Éliane Waitronyie Caihé. Il arrive en quatrième place avec 1 974 votes et 14,04 % des suffrages pour 2 sièges sur 14, venant derrière le FLNKS de Néko Hnepeune (qui se maintient à 33 % et 6 élus), le Parti travailliste du syndicaliste Louis Kotra Uregei qui augmente de plus de 3 points son score (pour arriver à 23,44 %) et double sa représentation (avec 4 conseillers) et le LKS (qui augmente légèrement sa base électorale pour devancer de 0,01 point l'UNR, tout en conservant ses traditionnelles 2 membres de l'assemblée loyaltienne), mais devançant largement le Palika de Charles Washetine (8,65 %) qui n'obtient aucun élu. Cette partielle provoque un changement d'affiliation pour Jacques Lalié : il entre avec sa colistière dans la majorité de Néko Hnepeune qu'il aide à retrouver son poste en échange de la 3e vice-présidence pour Éliane Waitronyie Caihé et de la présidence de la commission des Sports et de la Culture pour lui-même à l'Assemblée provinciale. Et, au Congrès, il rejoint le groupe FLNKS de tendance UC présidé par Rock Wamytan.
Il est inscrit avec son nouveau groupe dans une majorité constituée à partir de 2011 sur la base d'une alliance objective avec le Parti travailliste du côté indépendantiste et d'une coopération régulière avec les anti-indépendantistes du Rassemblement-UMP du député puis sénateur Pierre Frogier et de l'Avenir ensemble d'Harold Martin. Dans ce cadre, ce dernier obtient la présidence du gouvernement à partir du 3 mars 2011 tandis que Rock Wamytan est porté par l'ensemble de ces formations politiques à la tête du Congrès le 1er avril puis le 19 août 2011. Et Jacques Lalié obtient alors la 4e vice-présidence du Congrès du 1er avril au 1er août 2011 (date de l'annulation de l'élection du bureau par le Conseil d'État), puis la 5e du 19 août 2011 au 29 août 2012 et la 8e à partir du 29 août 2012, tout en conservant les positions occupées depuis le début de la mandature dans certaines commissions intérieures.

#### Prises de position
Opposé à la gestion de l'Union calédonienne aux Îles Loyauté qu'il juge « trop rigide », pas assez « dynamique » et ne faisant pas assez pour enrayer l'exode massif des jeunes actifs loyaltiens vers le Grand Nouméa, dossier sur lequel le parti met l'accent en proposant en créant des « revenus sur place » (transformation du coprah, pêche, tourisme) par la défiscalisation et la création de zones franches. Il milite également pour une « double décentralisation » : en faveur de la Province des îles Loyauté d'une part et, au sein de celle-ci, de Lifou (le chef-lieu) vers les deux autres communes de la province, Maré et Ouvéa. Sur le plan institutionnel et de la citoyenneté néo-calédonienne, il se revendique, comme l'UC, du « courant multiracial » (opposé donc au prince d'Indépendance kanak socialiste IKS des années 1980) et du projet d'indépendance-association avec la France.

#### Résultats électoraux

##### Provinciaux et au Congrès
Depuis sa création, la présence électorale de l'UC Renouveau s'est limitée aux seules Îles Loyauté et Jacques Lalié reste sa figure principale. Celui-ci mène la liste du parti élections provinciales du 9 mai 2004 qui obtient 11,18 % des suffrages exprimés dans la Province, 2 élus sur 14 à l'Assemblée provinciale et 1 siège au Congrès pour Jacques Lalié qui siège au sein du groupe UNI dominé par le Palika.
Aux élections provinciales du 10 mai 2009, Jacques Lalié mène la liste UNI regroupant aux Îles Loyauté l'UC Renouveau, le Palika, le FDIL de Cono Hamu et l'ancien président de province UC Richard Kaloï. Cette formation arrive en seconde position derrière la majorité sortante UC de Néko Hnepeune, avec 24,66 % des suffrages exprimés, 4 conseillers provinciaux sur 14 (dont un seul UC-R, Jacques Lalié) et 2 congressistes (Jacques Lalié restant le seul représentant du parti au sein de l'assemblée territoriale, toujours membre du groupe UNI).

##### Municipaux
Aux élections municipales des 9 et 16 mars 2008, l'UC Renouveau présente une liste dans chacune des trois communes de la Province des îles Loyauté :
- Lifou : liste « Unir et construire dans le renouveau » de Jacques Lalié, 18,8 % des suffrages au 1er tour (2e position derrière la liste FLNKS du maire sortant Néko Hnepeune et à quasi égalité avec celle du Parti travailliste de Louis Kotra Uregei), 23,1 % des voix au 2e tour (3e et dernière place des listes qui se sont maintenus, derrière le FLNKS et le Parti travailliste), 4 sièges sur 33.
- Maré : liste « Nengone Renouveau » de l'ancien maire de l'île Jules Paala, 12,9 % des suffrages au 1er tour (4e position derrière la liste LKS du maire sortant Basile Citré, celle de l'UC Alain Siwoine et le Palika d'Émile Lakorédine), fusionne pour le second tour, à l'instar du Parti travailliste, avec la liste Palika d'Émile Lakorédine qui obtient 33,5 % des voix (2e place derrière le LKS) et 5 élus sur 29 (dont 1 pour l'UC Renouveau, Jules Paala).
- Ouvéa : liste d'ouverture « Unité communale Iaai » d'Amélia Doumaï, 1,7 % des suffrages au 1er tour (seulement 44 voix, arrive en septième et dernière position), éliminée sans possibilité de fusion pour le second tour.

### Président de la Province des îles

#### Mandat de Président de l’Assemblée de Province
Durant les élections provinciales de 2019, Jacques Lalié tire la liste UC-FLNKS dans les îles qui arrive en tête avec 37,09% des suffrages exprimés. Il est élu président le 17 mai 2019 avec 12 voix sur 14 comprenant celles de l'Union calédonienne, du Palika et de la Dynamique autochtone (LKS). Après son élection, Jacques Lalié impulse une nouvelle politique de développement pour les Îles Loyauté principalement axée sur le tourisme, avec notamment le projet de création d'une compagnie aérienne low-cost, baptisée Air Oceania, par le biais de la SODIL, la transformation de l'aérodrome de Lifou-Wanaham en aéroport international mais également la gestion du nouvel hôtel Wadra Bay à Lifou par la chaîne InterContinental.
Il participe également à une certaine « provincialisation » de la vie politique néo-calédonienne, semblable à l'action menée par la nouvelle présidente de la Province Sud Sonia Backès, en se montrant très présent dans les médias pour défendre ses projets, en prononçant le 16 juillet 2019 un discours de politique générale (une première pour une telle institution) pour présenter son programme pour les cinq ans de la mandature. Ce programme est axé sur quatre piliers : la jeunesse en mettant l'accent sur la formation professionnelle et l'insertion sociale, culturelle et coutumière ; l’enseignement avec l'organisation d'états généraux de l’enseignement pour « aboutir à une charte de l’éducation commune aux îles » avec des « méthodes pédagogiques revisitées » ; l’économie durable par la réforme de la SODIL en s'orientant vers une économie bleue et verte basée sur le développement touristique, l'autonomie énergétique à l'horizon 2030 grâce aux énergies renouvelables comme le coprah ou le photovoltaïque ou encore la finalisation du code provincial de l'environnement en valorisant les savoirs traditionnels ; et l’amélioration des conditions de vie par la création d'une centrale d'achat pour diminuer les coûts des produits importés pour les entreprises et les populations, la fusion de l'aide médicale gratuite avec la couverture CAFAT ou encore en encourageant l’utilisation de la pharmacopée traditionnelle. Il met également en place une « fête provinciale » fériée, en fermant les services de la Province chaque 5 mai de sa présidence en commémoration de l'assaut de la grotte d'Ouvéa en 1988 et de la signature de l'accord de Nouméa en 1998.

#### Conduite en état d’ivresse
Le 28 septembre 2023, Jacques Lalié, alors en état d’ivresse, percute un piéton dans le quartier de la Vallée-du-Tir. Poursuivi pour blessures involontaires par conducteur, ayant entraîné une incapacité totale de travail inférieure ou égale à trois mois, en état d’ivresse (30 Mg par litre d'air expiré), le procès est renvoyé au 5 février 2024, à la suite d'un problème de constitution d’assurance. Jacques Lalié reconnaîtra sa responsabilité et acceptera la peine proposée (4 mois d'emprisonnement avec sursis et la suspension de son permis de conduire pour 3 mois) par le procureur de la république Yves Dupas .

#### Procès en appel pour favoritisme
En février 2024, quelques jours après avoir été condamné pour conduite en état d’ivresse, Jacques Lalié doit de nouveau comparaître, cette fois-ci pour favoritisme, dans le cadre de l'attribution d'un marché public en 2020 pour moderniser le système informatique de la province. L’entreprise sélectionnée n’était en effet ni la moins chère ni celle ayant obtenu la meilleure note globale. La somme de ce contrat est estimée à 28 millions de francs pacifique. Le président de la province des Îles Loyauté est cette fois condamné à six mois de prison avec sursis, 300 000 francs d'amende et une inéligibilité d'un an. Il décide de faire appel de sa condamnation, qui sera donc de nouveau examinée le 5 novembre. L’homme politique a cependant prit un risque : celui que la condamnation se trouve alourdie le 26 novembre, date à laquelle la cour d’appel doit rendre son verdict. Le jour du procès, l’avocat général requiert une peine plus lourde : un an de prison avec sursis au lieu de six, un million de francs pacifique d’amende au lieu de 300 000, et toujours un an d'inéligibilité ,.

#### Condamnation et démission d’office
Le 26 novembre, la cour d’appel rend son délibéré : Jacques Lalié est condamné à un an de prison avec sursis, deux ans d'inéligibilité applicables à la suite et un million de franc pacifique d'amende. La Loi n° 99-209 organique du 19 mars 1999 relative à la Nouvelle-Calédonie stipulant dans son article 195 III. que « Tout membre du Congrès ou d'une assemblée de province dont l'inéligibilité se révélera après l'expiration du délai pendant lequel son élection peut être contestée ou qui, pendant la durée de son mandat, se trouvera frappé de l'une des incapacités qui fait perdre la qualité d'électeur, est déclaré démissionnaire par arrêté du Haut-commissaire, soit d'office, soit sur réclamation de tout électeur », Jacques Lalié est donc contraint de démissionner de son mandat de la présidence de la province des Îles et de tous ses autres mandats d’élu, conformément à l’arrêté du haut-commissaire Louis Le Franc ,. Les trois vice-présidents de la province, Robert Kapoeri, Julienne Lavelloi et Omayra Naisseline assurent l'intérim jusqu'à l'élection de Mathias Waneux comme président de la province le 27 décembre 2024 .